# Executoriale verkoop
De executoriale verkoop, executie(verkoop), gerechtelijke verkoop of openbare verkoop is de verkoop van goederen van een  schuldenaar ten overstaan van een openbaar ambtenaar.
Betreft het registergoederen, dan is die openbaar ambtenaar een notaris, betreft het goederen die geen registergoederen zijn, dan is die openbaar ambtenaar een deurwaarder of een notaris.
Executoriale verkoop is alleen mogelijk als er een executoriale titel is. In het algemeen zal dat een vonnis zijn van een rechter of een notariële akte. 
Een executoriale verkoop is de laatste stap van een lange procedure waarin de schuldenaar tot het laatste moment in de gelegenheid wordt gesteld vrijwillig te betalen of een (betalings)regeling te treffen. 
De procedure die de deurwaarder of de notaris moet volgen is in Nederland vastgelegd in het Wetboek van Burgerlijke Rechtsvordering.

## Executie ten overstaan van een deurwaarder
De deurwaarder zal deze executoriale titel ten uitvoer leggen door executoriaal beslag te leggen. Eventuele eerder gelegde conservatoire beslagen worden van rechtswege executoriaal.
De goederen worden in principe bij opbod geveild. De gedachte hierachter is dat een veiling de meest marktconforme prijs oplevert, en voorkomt dat misbruik van de situatie kan worden gemaakt.
Uit de opbrengst zal de deurwaarder eerst zijn eigen salaris voldoen, waarna hij het restant aan de schuldeiser uitkeert. Wat er dan nog over is, komt ten goede aan de schuldenaar.
Meestal overtreffen de kosten van de executie (de huur van de verkoophal, deurwaarderskosten en advertentiekosten) de opbrengsten. In de praktijk komt het daarom zelden zover.

## Executie ten overstaan van een notaris
Executoriale verkoop van onroerende zaken komt regelmatig voor. Meestal betreft dit een openbare executoriale verkoop van een woning. De schuldeiser (meestal een bank) is daar toe overgegaan omdat de schuldenaar zijn hypothecaire lening niet meer kon of wilde betalen (veiling).
Middels een wetswijziging in Nederland in 2014 is gepoogd de executieverkoop van onroerende zaken transparanter en voor een breder publiek toegankelijk te maken, met als doel de opbrengst te verhogen.